# Vierdes de Sajambre
Vierdes de Sajambre (en asturleonés, Vierdes Sayambre) es una localidad española perteneciente al municipio de Oseja de Sajambre, en la provincia de León, comunidad autónoma de Castilla y León. Enclavado en el parque nacional de Picos de Europa, está situado a orillas del recién nacido río Sella y en el corazón de la cordillera Cantábrica.
La carretera local que conduce al pueblo de Vierdes desde la capital del valle es una de las bellezas del municipio digna de figurar en las guías turísticas del parque nacional. 

## Historia
Vierdes formó parte del concejo medieval de Sajambre desde que se tiene noticia de la existencia de éste. Su antigua iglesia de Santa Marina, documentada desde el siglo XV, aglutinaba a la feligresía del vecino pueblo de Pío y siguió en uso hasta el siglo XVIII en su localización original: la confluencia de los ríos Zarambral y Sella, en donde todavía se conservan sus ruinas. El edificio que alberga la iglesia actual fue levantado en el siglo XVIII. 
A partir del siglo XV formó parte de la Merindad de Valdeburón junto con las restantes poblaciones del Concejo de Sajambre.

## Demografía
| 2000 | 2001 | 2002 | 2003 | 2004 | 2005 | 2006 | 2007 | 2008 | 2009 | 2010 | 2011 |
| 10   | 10   | 10   | 10   | 10   | 10   | 8    | 8    | 7    | 6    | 6    | 7    |